# Nocołazik
Nocołazik (Ningaui) – rodzaj ssaków z podrodziny grubogoników (Sminthopsinae) w obrębie rodziny niełazowatych (Dasyuridae). 

## Rozmieszczenie geograficzne
Rodzaj obejmuje gatunki występujące na suchych terenach Australii.

## Charakterystyka
Długość ciała (bez ogona) 4,8–8,1 cm, długość ogona 5,3–9,5 cm; masa ciała 3,5–14 g; samce są większe i cięższe od samic. Prowadzą nocny tryb życia. Żywią się bezkręgowcami.

## Systematyka
Rodzaj zdefiniował w 1975 roku australijski paleontolog Michael Archer w artykule poświęconym nowemu rodzajowi i dwóm nowym gatunkom niełazowatych z suchych obszarów Australii Zachodniej, opublikowanym na łamach Memoirs of the Queensland Museum. Gatunkiem typowym jest (oryginalne oznaczenie) nocołazik mały (N. timealeyi). 

### Etymologia
Ningaui: aborygeńska nazwa Ningaui nadana maleńkim, mitologicznym istotom, które są owłosione, mają krótkie stopy i wychodzą tylko w nocy na polowanie, zaś upolowaną zdobycz spożywają na surowo;  aluzja do bardzo małych rozmiarów, owłosienia, krótkich stóp (w porównaniu do pokrewnych grubogoników (Sminthopsis)) i nocnych nawyków nocołazików.

### Podział systematyczny
Do rodzaju należą następujące gatunki:
| Grafika | Gatunek           | Autor i rok opisu                      | Nazwa zwyczajowa       | Podgatunki | Rozmieszczenie geograficzne | Podstawowe wymiary                           | Status IUCN |
| ------- | ----------------- | -------------------------------------- | ---------------------- | ---------- | --- | -------------------------------------------- | ----------- |
|         | Ningaui ridei     | M. Archer, 1975                        | nocołazik szary        | monotypowy | Australia Zachodnia, Terytorium Północne, Queensland i Australia Południowa                                                               | DC: 5,7–7,5 cm DO: 5,9–7,1 cm MC: 6,5–10,5 g | LC          |
|         | Ningaui yvonneae  | D.J. Kitchener, Stoddart & Henry, 1983 | nocołazik czerwonolicy | monotypowy | południowa Australia Zachodnia, południowa Australia Południowa, południowo-zachodnia Nowa Południowa Walia i północno-zachodnia Wiktoria | DC: 4,8–8,1 cm DO: 5,3–7,1 cm MC: 6–14 g     | LC          |
|         | Ningaui timealeyi | M. Archer, 1975                        | nocołazik mały         | monotypowy | północno-zachodnia Australia Zachodnia | DC: 5,6–7,6 cm DO: 5,7–9,5 cm MC: 3,5–9,5 g  | LC          |

Kategorie IUCN:  LC  – gatunek najmniejszej troski.